# یاکی‌توری

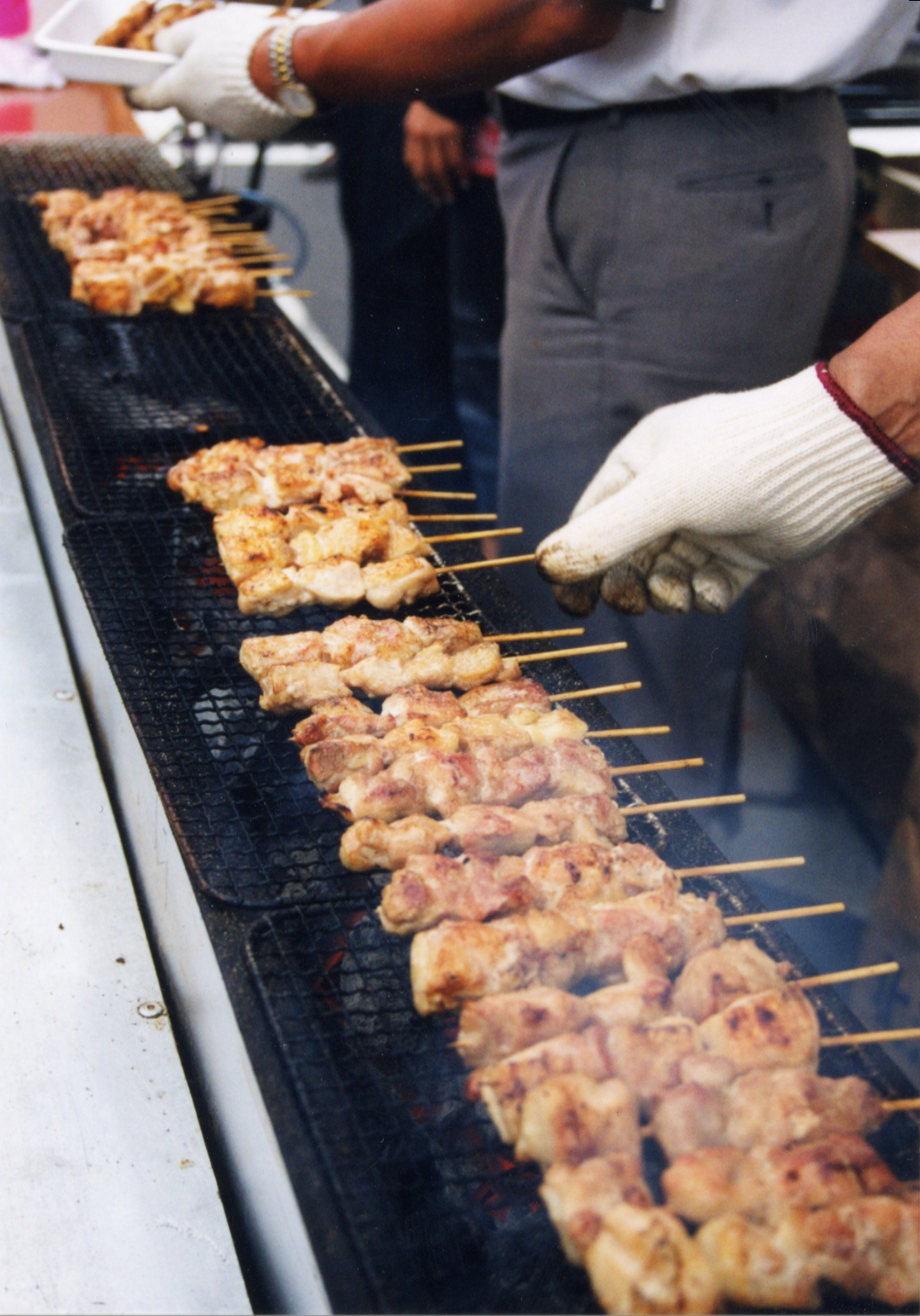
یاکی‌توری

یاکی‌توری (به ژاپنی: 焼き鳥 yakitori) یکی از غذاهایی است که در آشپزی ژاپنی تهیه می‌شود. در این غذا به طور عمده از گوشت مرغ استفاده می‌شود و یاکی به معنای کباب کردن و توری در ژاپنی به معنای پرنده است. در این غذا گوشت یا جگر یا حتی پوست مرغ به اندازهٔ یک لقمه بریده می‌شود و به تعداد ۵–۱ عدد از این قطعات مرغ در داخل سیخ کوچکی از چوب خیزران فرو برده می‌شود. سپس بر روی زغال یا گاز کباب می‌شود.